# 閑院宮春仁王
閑院宮春仁王（かんいんのみや はるひとおう、1902年〈明治35年〉8月3日 - 1988年〈昭和63年〉6月18日）は、日本の旧皇族、陸軍軍人、居合道家、剣道家。閑院宮載仁親王と同妃智恵子の第2男子。閑院宮第7代当主。軍人としての階級は陸軍少将。全日本居合道連盟第2代会長。栄典は大勲位・功四級。戦後は皇籍を離脱し、姓を閑院とし、「閑院 春仁（かんいん はるひと）」と名乗った。のちに「純仁（すみひと）」と改名した。

## 来歴

### 戦前

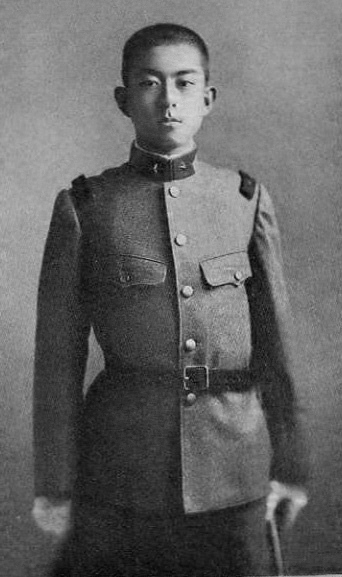
士官候補生時代

1902年（明治35年）8月3日 、閑院宮載仁親王と同妃智恵子の第2男子（第5子）として誕生。
学習院初等科を健康上の理由で長期休学し、その後神奈川県立小田原中学校（現：神奈川県立小田原高等学校）を経て、1924年（大正13年）7月陸軍士官学校（36期、兵科・騎兵）を卒業。原隊（配属先）である近衛騎兵連隊にて見習士官を経て同年10月、陸軍騎兵少尉に任官。

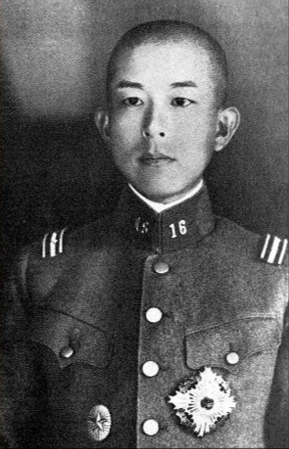
春仁王は騎兵第十六連隊で陸軍騎兵大尉、中隊長を務めた。

1932年（昭和7年）11月には陸軍大学校（44期）を卒業し、日中戦争（支那事変）には陸軍騎兵少佐・北支那方面軍参謀として従軍（自著『私の自叙伝』では「戦場というには、あまりに泰平至極の日々であった」と記している）、この従軍に対し功四級金鵄勲章が与えられている。陸軍大学校教官を経て1941年（昭和16年）4月新設の総力戦研究所の聴講生となり、同年8月には陸軍大佐任官。太平洋戦争（大東亜戦争）開戦後の1942年（昭和17年）10月には戦車第5連隊長に補職。

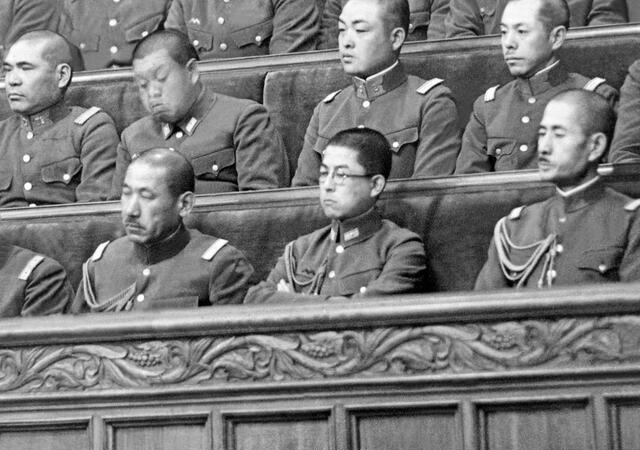
1938年2月10日、帝国議会に列席中の春仁王（前列中央）

将校（下士官も含む）の進級は犯罪、非行・風紀紊乱などの不祥事による事故ある場合を除き、階級ごとに定められた実役停年の年数を満たすことによって次の階級に進むという規定によって行われるので、一般将校は通例規定年数以上の年月をかけて進級していくが、皇族は規定年数通りの最小期間で進級する。そのため、春仁王は1945年（昭和20年）6月に同期将校の中で歿後進級の例を除きただ一人普通進級で少将まで進んだ（歿後進級では陸軍大学校卒3名と非卒1名の例がある）。なお単純に考えると少尉任官なら少将までは13年で進級可能であるが、将校団序列を無視できる皇太子の場合と違い、陸士・海兵を卒業した皇族将校は将校名簿に序列を記載され、陸海軍省の人事管理のもとにあるので、「同期現役将校の階級差は2階級以内」（例えば、同期生で現役に残っているものがすべて中佐――おおむね、少尉任官したもののうち3分の2程度、残りは少佐進級までに整理されるという――以上に進級しないと、少将には進級できない）という内規の適用によって、完全に最短年数の進級とはなっていない。
1945年5月20日、父宮載仁親王の薨去に伴い閑院宮家を継承し、第七代閑院宮となる。
1945年8月には戦車第4師団の師団長心得。この師団は本土決戦のため九十九里浜を重点に千葉県内に配備されており、3個連隊約6,000名の大所帯であった。実際の指揮は隷下戦車連隊長の島田一雄大佐がとったとされるが、敵軍の上陸に備え九十九里浜・鹿島灘・相模灘等で準備中に終戦を迎えることとなる。
同年8月12日、昭和天皇から他の皇族とともに御文庫附属庫に招かれ、同月10日の御前会議でポツダム宣言受諾の決心を下したことを聞く。同年8月16日、天皇から鳩彦王、恒徳王とともに御文庫に招かれ、ポツダム宣言受諾の聖旨を各関係部隊の指揮官に伝えるよう命じられる。翌日、南方軍へ向けて出発し、サイゴン、昭南を訪問した後に帰国。同年8月25日に、復命した。

### 皇籍離脱後
1945年（昭和20年）11月11日、東久邇宮稔彦王は敗戦の責任を取るため、皇族の身分を離れる意向であることを表明した。賀陽宮恒憲王もこれに同調し、また、当時朝日新聞は皇族の範囲を狭めることによって『累の上御一人に及ぶことを全力を挙げて未然に避けん』とする等、世論も歓迎する方向であったが、春仁王が「皇族の使命を軽んじ自ら卑下して時勢におもねるもの」と発言する等、このような動きに反発する皇族も多く、時の宮内大臣石渡荘太郎も臣籍降下の勅許は得られないであろうとの見解を示した。
この問題は宮相発言によりいったん決着を見たかのようであったが、翌月には梨本宮守正王が戦争犯罪人に指名される等、天皇・皇族も戦争責任も免れないことが明示された。さらに、1946年（昭和21年）5月23日、GHQより『皇族の財産上その他の特権廃止に関する指令』が発せられ、財政上、従前の規模の皇室を維持することは困難となった。日本国憲法・現皇室典範施行後から5か月後、皇室会議の議を経て、正式に11宮家51名の臣籍降下が決定された。それまで、男性皇族32名（うち伏見宮系26名）の中で春仁王は皇位継承順位第32位と最下位であった。
一方で、1945年（昭和20年）11月29日、昭和天皇から他の皇族とともに歴代山陵への代拝を命じられて、皇族としての責務を果たす。代拝の目的は、歴代各陵に対し戦争の終熄へのお詫びと日本の復興に対する御加護を祈るためであり、同年12月6日に東京を出発して開化天皇陵を始め奈良県下の14陵に参向。同年12月9日に帰京して、翌12月10日に天皇に復命した。
1947年（昭和22年）10月14日に皇籍離脱、閑院春仁と名乗り、公職追放となる。永田町の本邸跡地を売却した後、東京を離れ、かつての小田原別邸に移住する。1951年（昭和26年）に妹・華子と華頂博信伯爵の離婚騒動が起こり、春仁が手記を発表。1957年（昭和32年）には妻の直子が家出し告白手記を発表して、夫は同性愛者（男色家）であったと語り、スキャンダルに見舞われた。上級将校には世話係として従兵がつくが、官舎はせまく寝室は一部屋だったため直子の隣のベッドで春仁はその従兵と同衾し、戦後も三人で生活を送り、夫妻が喧嘩になるとその元従兵が直子を殴ったという。1958年（昭和33年）7月31日に春仁は閑院純仁（かんいん すみひと）に改名し、離婚裁判のうえ、夫婦は1966年に協議離婚する。
その後、春日興業を設立して社長に就任し、1963年には東海道本線田町駅前に春日ビル（現NEC春日ビル）を建設するなど、旧皇族の中では比較的経済的に成功したひとりであったが、1969年には「飼い犬に手を咬まれた結果」急に経営が行き詰まったといわれる。箱根の別邸を使ったホテル業にも手を出したが、これも失敗し、別邸は人手に渡った（現・強羅花壇）。住居としていた小田原城山の敷地も小田原競輪場や小田原女子短期大学に切り売りした。晩年はヨガに傾倒して日本ヨガ協会理事長などを務め、また地方の農業の改革を訴える活動を行っていた農民運動家に協力するなどしていたが、概ね静かな余生を送った。1988年（昭和63年）6月18日、直腸癌のため小田原市立病院で逝去。これにより、宝永7年（1710年）以来278年続いた閑院宮家は絶家となった。

## 経歴
| 1902年（明治35年）8月3日  | 誕生                                                       |
| 1916年（大正5年）         | 学習院初等科長期休学後、神奈川県立小田原中学校入学         |
| 1921年（大正10年）3月     | 神奈川県立小田原中学校（現：神奈川県立小田原高等学校）卒業 |
| 1922年（大正11年）8月3日  | 貴族院議員（皇族議員）                                     |
| 1924年（大正13年）7月     | 陸軍士官学校卒業（36期）                                   |
| 1924年（大正13年）10月    | 任陸軍騎兵少尉・近衛騎兵連隊付                             |
| 1927年（昭和2年）7月      | 陸軍騎兵学校卒業                                           |
| 1927年（昭和2年）10月     | 任陸軍騎兵中尉                                             |
| 1932年（昭和7年）8月      | 任陸軍騎兵大尉                                             |
| 1932年（昭和7年）11月     | 陸軍大学校卒業（44期）                                     |
| 1932年（昭和7年）12月     | 騎兵第16連隊中隊長                                         |
| 1934年（昭和9年）8月      | 陸軍騎兵学校教官                                           |
| 1934年（昭和9年）11月3日  | 大勲位菊花大綬章受章                                       |
| 1936年（昭和11年）8月     | 陸軍大学校研究部主事                                       |
| 1937年（昭和12年）8月     | 任陸軍騎兵少佐                                             |
| 1937年（昭和12年）11月    | 北支那方面軍参謀                                           |
| 1938年（昭和13年）5月     | 陸軍大学校教官                                             |
| 1939年（昭和14年）3月     | 任陸軍騎兵中佐                                             |
| 1940年（昭和15年）4月29日 | 功四級金鵄勲章受章                                         |
| 1941年（昭和16年）4月1日  | 総力戦研究所研究生                                         |
| 1941年（昭和16年）8月     | 任陸軍大佐                                                 |
| 1941年（昭和16年）9月     | 陸軍大学校付                                               |
| 1942年（昭和17年）3月     | 千葉陸軍戦車学校付                                         |
| 1942年（昭和17年）10月    | 戦車第5連隊長                                              |
| 1945年（昭和20年）3月     | 戦車第4師団司令部付                                        |
| 1945年（昭和20年）6月     | 任陸軍少将                                                 |
| 1945年（昭和20年）8月12日 | 戦車第4師団長心得                                          |
| 1945年（昭和20年）8月16日 | 免戦車第4師団長心得・終戦に伴い南方差遣                    |
| 1945年（昭和20年）12月    | 予備役                                                     |
| 1946年（昭和21年）5月23日 | 免貴族院議員                                               |
| 1947年（昭和22年）10月    | 皇籍離脱・閑院春仁と改名                                   |
| 1966年（昭和41年）        | 離婚、純仁と改名                                           |
| 1988年（昭和63年）6月18日 | 逝去                                                       |

## 栄典
- 1924年（大正13年）10月25日 -  勲一等旭日桐花大綬章[11]
- 1930年（昭和5年）12月5日 -  帝都復興記念章[12]
- 1934年（昭和9年）11月3日 -  大勲位菊花大綬章[13]
- 1940年（昭和15年）11月10日 -  紀元二千六百年祝典記念章[14]

## 血縁
閑院宮載仁親王の第2男子で、母は公爵三条実美令嬢・智恵子。
陸軍中将侯爵四条隆謌の孫で明治神宮宮司・海軍大佐・公爵一条実輝の四女、直子を妃とするが、離婚。また、直子の姉・朝子は、伏見宮博義王に嫁いでいる。
東山天皇皇子直仁親王を初代とし享保3年（1718年）から続く閑院宮第7代となるが、子は無く閑院宮家は断絶した。
- 父母：閑院宮載仁親王 - 親王妃智恵子
- 兄弟：篤仁王（夭折） - 恭子女王（子爵安藤信昭夫人） - 茂子女王（侯爵黒田長礼夫人） - 季子女王（夭折） - 春仁王 - 寛子女王 （夭折）- 華子女王（侯爵華頂博信夫人、後に日本工業倶楽部嘱託戸田豊太郎夫人）
- 妻：一条直子（離婚）

## 著書・参考文献
- 『私の自叙伝』、閑院純仁、人物往来社、1966年（昭和41年）。
  - 2012年にゆまに書房から『皇族軍人伝記集成　第9巻　閑院宮載仁親王・閑院宮春仁王（上）』 ISBN 978-4-8433-3561-1 として再版。
- 『日本史上の秘録』、閑院純仁、日本民主協会、1967年（昭和42年）。
  - 2012年に同じく『皇族軍人伝記集成　第10巻　閑院宮載仁親王・閑院宮春仁王（下）』 ISBN 978-4-8433-3562-8 として再版。